# Abiku
Abiku (joruba „urodziliśmy się, aby umrzeć”) – według wierzeń Jorubów z Nigerii i Beninu wstępujące w łona kobiet duchy, które rodzą się jako ludzkie dzieci.